# أورفيل جيبسون
أورفيل جيبسون (بالإنجليزية: Orville Gibson) هو صانع آلة موسيقية ‏ أمريكي، ولد في 1 مايو 1856 في تشاتيغواي في الولايات المتحدة، وتوفي في 21 أغسطس 1918 في أوغدينسبورغ في الولايات المتحدة بسبب التهاب الشغاف.

## وصلات خارجية
- أورفيل جيبسون على موقع إن إن دي بي (الإنجليزية)